# Gare de Noirétable
Gare de Noirétable vasútállomás Franciaországban, Noirétable településen.

## Vasútvonalak
Az állomást az alábbi vasútvonalak érintik:
- Clermont-Ferrand–Saint-Just-sur-Loire-vasútvonal

## Kapcsolódó állomások
A vasútállomáshoz az alábbi állomások vannak a legközelebb: